# Person

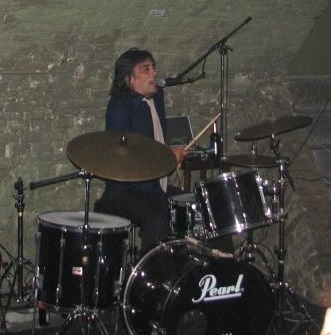
Fotografia de José Luís Properzi l'any 2006.

José Luis Properzi, conegut també com a Person (Mar del Plata, Argentina, 23 de febrer de 1967 - 3 de novembre de 2015), va ser un músic de rock argentí. "Person", com era conegut, va ser reconegut per ser el cantant, bateria i capdavanter fundador del grup de rock del Mar de Plata Súper Ratones, agrupació que va fundar el 1985, amb marcades influències del grup The Beach Boys i The Beatles. Va alternar el seu rol de músic professional amb l'ensenyament universitari en ciències audiovisuals.
Descendent de família italiana, va passar la seva infància entre el port i els afores de Mar del Plata. Va cursar els seus estudis com a tècnic en electrònica a l'Escola Tècnica núm. 1 d'aquesta ciutat. Person era seguidor de Racing Club de Avellaneda. A l'edat de disset anys coneix Fernando Blanco, futur baix de la banda. Amb ell decideix muntar un nou grup i, amb el salari del mes de la gelateria on treballava, es compra una bateria usada. Sense cap estudi ni experiència, comença a tocar, compondre i cantar les seves pròpies cançons. Juntament amb Blanco, se'ls uneix un guitarrista esquerrà anomenat Oscar Granieri i formen un trio al que van anomenar Los Ratones. L'any 1986 s'incorpora al conjunt Mario Barassi, el segon guitarrista, per la qual cosa la formació queda constituïda finalment com un quartet i es van establir amb el nom de Súper Ratones l'any 1988. Amb LSR, va gravar nou treballs discogràfics i va girar per tota l'Argentina i va visitar països com Estats Units i va realitzar gires per Alemanya, Portugal i Espanya.
Va ser autor o coautor de grans èxits del grup com «Con cariño, yo», «Me muero por vos», «El último verano», «Como estamos hoy, eh?», «Cornalitos fritos», «¿Qué hay en tus ojos?» i «Esperando al sol» entre d'altres. Ha realitzat diversos treballs per a altres artistes com Luciano Pereyra i fins i tot pel cinema espanyol, participant en la banda sonora de la pel·lícula espanyola Cándida (2006).
El 3 de novembre de 2015 mor, als 48 anys, després de lluitar contra un càncer que venia patint. La banda va escriure en el seu compte de twitter "Súper Ratones lamenta comunicar amb profunda i infinita tristesa la defunció de Person, immens artista".

## Treballs
- Rock de la Playa (1990)
- Segundo tiempo (1991)
- Aire para respirar (1993)
- Reciclable (1995)
- Zapping Club (1996)
- Autopistas y túneles (1998)
- Mancha registrada (2000)
- Urgente (2003)
- Clásicos de Miguel Cantilo (2004, col·laboració)
- Danza del corazón de Litto Nebbia (2005, col·laboració)
- Super Ratones (2008)